# Châteauneuf, Savoie
Châteauneuf este o comună în departamentul Savoie din sud-estul Franței. În 2009 avea o populație de 745 de locuitori.

## Evoluția populației
| An        | 1975 | 1982 | 1990 | 1999 | 2006 | 2009 |
| --------- | ---- | ---- | ---- | ---- | ---- | ---- |
| Populație | 456  | 484  | 538  | 576  | 698  | 745  |